# Rimmel
Rimmel es una empresa de cosmética, actualmente bajo el poder de Coty, Inc. House of Rimmel fue fundada originalmente por el empresario francés Eugène Rimmel en 1834 en Regent Street, Londres, Inglaterra.
La marca registrada Rimmel actualmente tiene una amplia gama de productos de maquillaje, dirigidos al mercado de clase media, especialmente a las jóvenes adolescentes. La compañía tiene su principal centro en Londres y utiliza el nombre Rimmel London en varias de sus publicidades. La antigua cara de Rimmel era la modelo de ITV Holly Willoughby, que fue reemplazada posteriormente por la modelo británica Kate Moss, junto con las cantantes Sophie Ellis-Bextor y Lily Cole.
Rimmel se encuentra a la venta en perfumerías y en supermercados. Sus productos más populares incluyen lápices de labios, delineadores de ojos y máscaras de pestañas. Estas últimas reciben también genéricamente en castellano el nombre de «rímel», por influencia de la marca. 
Los productos Rimmel también están disponibles en tiendas de España, Alemania, Polonia, Argentina y los Estados Unidos.